# Łowoziorskije tundry
Łowoziorskije tundry (ros. Ловозёрские тундры) – masyw górski w północno-zachodniej Rosji, w obwodzie murmańskim, na Półwyspie Kolskim, pomiędzy jeziorami: Umboziero (na zachodzie) a Łowoziero (na wschodzie). Najwyższym szczytem jest Angwundasczorr, wznoszący się 1120 m n.p.m. Masyw zbudowany jest ze sjenitów nefelinowych. Szczyty są płaskie, bezleśne i kamieniste, natomiast zbocza są strome i porośnięte w dolnych partiach lasami sosnowymi i świerkowymi. Występują złoża metali rzadkich.
W 2018 roku dużą część masywu objął Park Narodowy „Chibiny”.